# Chiesa di Santa Lucia allo Stale

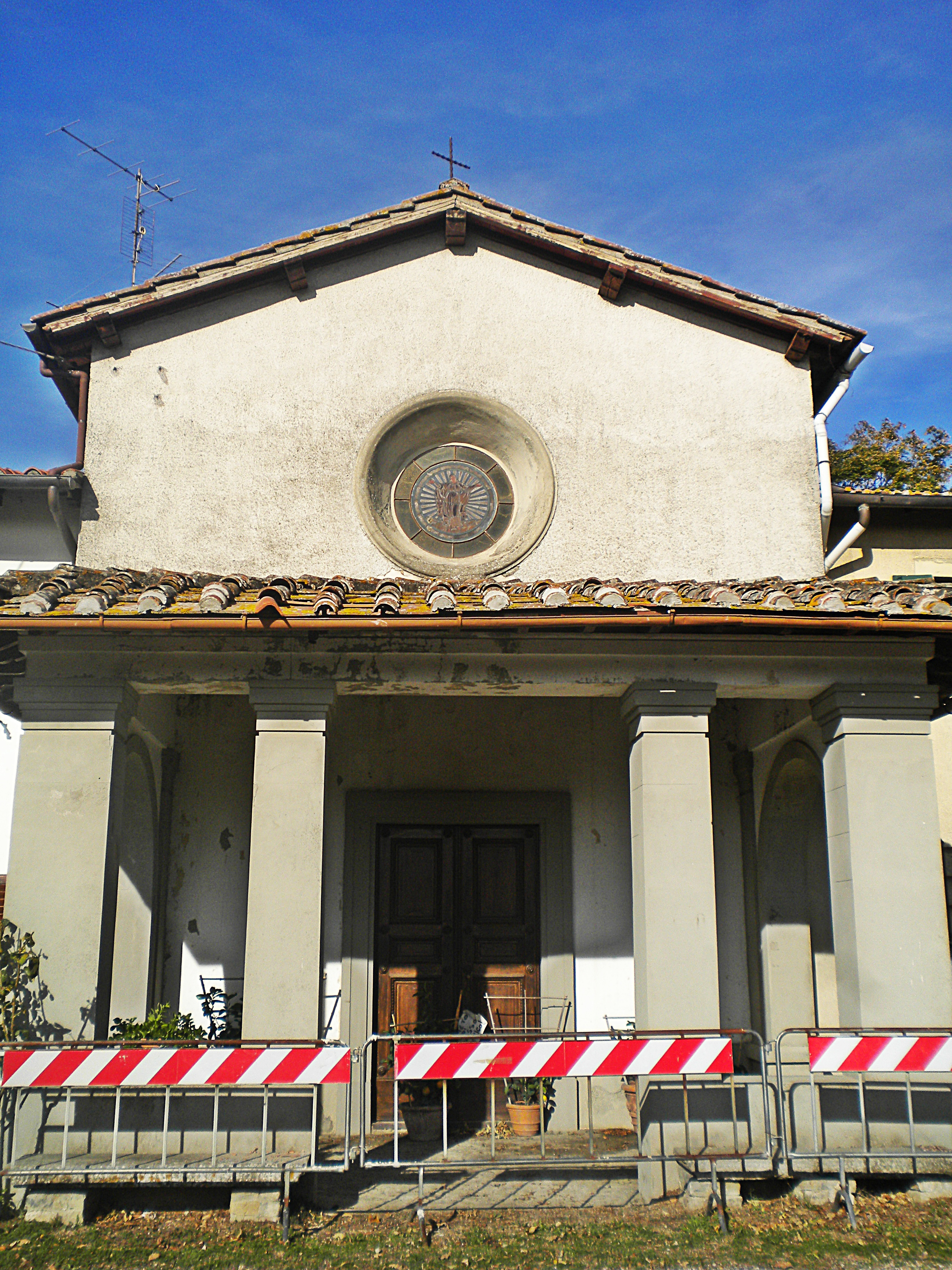
Santa Lucia allo Stale

La chiesa di Santa Lucia allo Stale  si trova nella frazione Santa Lucia del comune di Barberino di Mugello, nei pressi di Firenzuola. Il nome Stale deriva da Ospitale, un ospizio per i pellegrini, gestito da monaci, risalente al XII secolo.

## Storia e descrizione
Nel 1048 il conte Guglielmo Bulgaro donò ai Benedettini  un oratorium et ecclesiam, da destinare ad ospizio per il ricovero dei forestieri. Questo oratorio passò poi ai Cistercensi che occuparono lo Stale, istituendovi una contea. In seguito fu la Repubblica fiorentina ad avere la giurisdizione di questa località e, attraverso i poggi, costruì una linea fortificata lunga circa otto chilometri per la salvaguardia del territorio.
Il Granduca Pietro Leopoldo pose sotto la sua giurisdizione la contea dello Stale. La vecchia chiesa di San Salvatore, che era stata fondata nel 984 insieme al monastero, fu soppressa e nel 1766 ne fu fondata una nuova, nel luogo che in precedenza ospitava un oratorio dedicato a santa Lucia di Siracusa. Questa nuova chiesa, la chiesa di Santa Lucia allo Stale appunto, fu distrutta durante la seconda guerra mondiale ma fu poi ricostruita nel 1946. Sul suo altare maggiore si trova un crocifisso lasciato dalle truppe che occupavano la zona.